# استیون ام. وایت
استیون ام. وایت (به انگلیسی: Stephen Mallory White) سناتور سابق عضو حزب دموکرات ایالات متحده آمریکا بود. وی در سال ۱۸۹۳ تا ۱۸۹۹ میلادی سناتور ایالت کالیفرنیا در سنای ایالات متحده آمریکا بود.